# Kálomista Gábor
Kálomista Gábor (Gyöngyös, 1964. május 5. –) Balázs Béla-díjas magyar  filmproducer, színházigazgató, kertészeti ágazatvezető.

## Fiatalkora és pályafutása
Gyöngyösön született Kálomista Imre és Friedmann Anna gyermekeként. A gyöngyösi Berze Nagy János Gimnázium matematika–fizika tagozatán érettségizett 1982-ben, ezt követően a Károly Róbert Főiskola mezőgazdasági karán végzett 1986-ban. Végzés után kezdetben kertészeti ágazatvezetőként dolgozott a kővágóörsi Béke Tsz-ben, 1986–1990 között, majd 1990–1994 között a Ferbawelt Kft. ügyvezető igazgatója volt. 
Ezt követően a Duna Televízióhoz került mindenesnek, ahol sofőrként kezdett, majd 1996-ban megalapította a Megafilm Kft.-t, ahol ügyvezető igazgatóként dolgozik, és amely vállalat azóra Magyarország egyik legnagyobb filmgyártójává nőtte ki magát. (Tulajdonosa a Magyar Produceri Szövetség elnöke.)
2005-től 2009-ig, majd 2011-től ismét a Magyar Síszövetség elnöke. 2012–2017 között az MKB Veszprém KC társelnöke. 2012. január 1-jétől a Thália Színház menedzser igazgatója, 2017-től ügyvezető igazgatója.
2018 végétől egyik visszatérő vendége volt a Hír TV Szabadfogás című műsorának.

## Magánélete
Gyermekei Kálomista Gábor Pál, Kálomista László Tamás, Kálomista Márton és Kálomista Anna.

## Filmográfia

### Film
Filmrendező és producer
- Szíven szúrt ország (2009)

Filmproducer
- Zimmer Feri (1997)
- A rózsa vére (1997)
- Ámbár tanár úr (1998)
- 6:3, avagy játszd újra Tutti! (1999)
- Vakvagányok (2001)
- Cseh Tamás film (2001)
- Hamvadó cigarettavég (2001)
- Valami Amerika (2001)
- Sobri – Betyárfilm (2003)
- Apám beájulna (2004)
- Csudafilm (2005)
- Csak szex és más semmi (2005)
- A Herceg haladéka (2006)
- Tibor vagyok, de hódítani akarok! (2006)
- Idegölő (2006)
- Buhera mátrix (2007)
- Zuhanórepülés (2007)
- Majdnem szűz (2008)
- Immigrants – Jóska menni Amerika (2008)
- Kaméleon (2008)
- Zimmer Feri 2. (2010)
- Keresztlécen (2011)
- Coming out (2013)
- A kőmajmok háza (2014)
- Veszettek (2015)
- Kojot (2017)
- Pappa Pia (2017)
- Nyitva (2018)
- Don Juan kopaszodik (2020)
- Elk*rtuk (2021)
- El a kezekkel a Papámtól! (2021)
- Az énekesnő (2022)
- A helység kalapácsa (2023)
- Majdnem menyasszony (2024)

### Televízió
| Tévéfilmek - Zsaruvér és Csigavér III.: A szerencse fia (2007) - A Hortobágy legendája (2008) - Matula kalandpark (2011) - Égi madár (2011) - Pillangó (2012) - A galamb papné (2013) - A fekete bojtár (2015) - Csandra szekere (2016) - Memo (2016) - A színésznő (2017) - Egy másik életben (2019) - A beszéd – Apponyi a magyar ügy védelmében (2020) - Kék róka (2022) | Sorozatok - Na végre, itt a nyár! (2002) – 10 epizód - Hacktion (2011–14) – 79 epizód - Munkaügyek (2012–17) – 152 epizód - Fapad (2014–15) – minisorozat (24 epizód) - Egynyári kaland (2015–19) – 26 epizód - Csak színház és más semmi (2016–2019) – 26 epizód - Tóth János (2017–19) – 104 epizód - Cella – Letöltendő élet (2023) – minisorozat (8 epizód) - Tündérkert – Kísértések kora (2023) – 8 epizód |

Portréfilm
- Őszintén – Kálomista Gábor (Hír TV, 2019)[6]

## Díjai, elismerései
- A fair play népszerűsítéséért díj (2012)[7]
- Balázs Béla-díj (2012)
- A Magyar Érdemrend lovagkeresztje (2021)